# Dichantharellus
Dichantharellus là một chi nấm thuộc họ Lachnocladiaceae. Chi có hai loài, có ở Malaysia.